# Патрік Пембертон
Патрік Пембертон (ісп. Patrick Pemberton; нар. 24 квітня 1982) — костариканський футболіст, воротар клубу «Алахуеленсе» та національної збірної Коста-Рики.

## Клубна кар'єра
У дорослому футболі дебютував 2003 року виступами за «Алахуеленсе», в якій провів один сезон як резерний голкіпер команди.
2004 року приєднався до «Кармеліти», у складі якої й дебютував у дорослому футболі. Відіграв за цю команду наступний сезон своєї ігрової кар'єри.
До складу клубу «Алахуеленсе» повернувся 2006 року, поступово став основним воротарем команди клубу.

## Виступи за збірну
2010 року дебютував в офіційних матчах у складі національної збірної Коста-Рики.
У складі збірної був учасником розіграшу Золотого кубка КОНКАКАФ 2013 року, чемпіонату світу 2014 року, Кубка Америки 2016 року розіграшу Золотого кубка КОНКАКАФ 2017 року.
У збірній здебільшого є дублером основного голкіпера костариканців Кейлора Наваса.
У травні 2018 року був включений до заявки збірної на другий для нього чемпіонат світу — тогорічну світову першість в Росії.

## Титули і досягнення
- Переможець Центральноамериканського кубка: 2013, 2014